# 食いしん坊がやってきた
『ドナルドのくいしんぼう』または『食いしん坊がやってきた』（くいしんぼうがやってきた、原題：Donald's Cousin Gus）は、ウォルト・ディズニー・プロダクション（現：ウォルト・ディズニー・カンパニー）が制作したアニメーション短編映画作品。公開は1939年5月19日。ドナルドダック・シリーズの第13作である。

## あらすじ
家で食事を取ろうとしていたドナルドのもとへ巨漢のガチョウが訪ねてきた。ドナルドはそのガチョウが誰だかわからず、玄関から追い出そうとするが、ガチョウは手紙を取り出す。手紙には「この子はあなたの従兄弟のガス・グースです。仲良くしてくださいね。ファニーおばさんより。追伸、彼は少食です」と書かれていた。自分の従兄弟と知りドナルドはガスと握手を交わした。
その時、ガスの持っていた時計が「ジリリーン」となり、ガスはドナルドにその時計を見せた。時計には、「DINNER（ごちそう）」「TEA（おやつ）」「SUPPER（晩ご飯）」「LUNCH（お昼ご飯）」と書かれている。そこに、さきほどドナルドが食べようとしていた食事のにおいが流れてきた。ガスはその臭いに敏感に反応し、家の中に駆け込んでドナルドが座っていた席へ座ると、テーブルの上の料理を物凄い勢いで食べ始めた。ガスは少食どころかとんでもない大食漢だったのだ。ドナルドの分の料理まで食べようとするガスにドナルドは対抗するが、ガスの食べ物に対する執念は凄まじく、結局豆粒1つ残さずドナルドの料理を奪って平らげてしまった。
あまりのことにドナルドはガスに帰ってもらおうとするが、ガスは全くドナルドの家を離れようとしない。頭にきたドナルドはなんとかしてガスを追い出してやろうと画策を始めた。
そして、ドナルドは「吠えるソーセージ」と言うソーセージをガスに食べさせた。ドナルドが猫のように「ニャー」と鳴くと、ガスのお腹の中でソーセージが「ワンワン」と吠えた。愉快な気分になったドナルドは、お座りやでんぐり返しを命令して、ソーセージでガスをあらつらせ、とどめに玄関を出たところまで骨を投げた。ソーセージはガスの体ごと外へ出ていった。
やっと平和が戻ったと笑うドナルドだが、「ガッシャーン」と音がしたので、ドナルドは驚いた。音のしたほうへ来ると、裏口がガスの形にぶち抜かれている。冷蔵庫から時計の音がしたので、冷蔵庫を開けると、ガスがチキンを食べていた。そして、ドナルドに「COLD LUNCH（冷たい昼食）と書いてあった時計を見せた。画策が失敗したドナルドは、とうとう頭を抱えて倒れてしまった。

## スタッフ
- 製作：ウォルト・ディズニー
- 監督：ジャック・キング
- 助監督：ハリー・テイテル、ジャック・ハンドリー
- 作画：リー・ムーアハウス、ウォルフガング・ライザーマン、ドン・トウズリー、ポール・アレン、ジョニー・キャノン、バーニー・ウルフ、シェイマス・カルヘイン、ケン・ピーターソン
- 特殊効果：ルーベン・ティミンズ
- 脚本：カール・バークス、ジャック・ハンナ

## 登場人物
ドナルドダック
食事を取られたガスを家から追い出そうと試みるが、失敗し倒れてしまう。
ガス・グース
ドナルドの従兄弟のガチョウ。食いしん坊でドナルドの食事を一気に平らげた。意地汚いが、時計や傘を持っていたりなど、紳士的なところもある。なお、彼はクラクションのような鳴き声しか出さず、言葉は話せないが代わりに仕草で気持ちを表す。その後の作品にも登場しており、『ハウス・オブ・マウス』でも言葉こそ発しないが声優による鳴き声で意思を伝え、つまみ食い常習犯だが凄腕シェフとして料理を振舞ったり、東京ディズニーリゾート35周年ではダックファミリー主催のチョコレートコンテストで優勝している。『クワックパック』にも登場し、容姿が変わっており、こちらでは普通に会話し、食いしん坊な部分はあまり出ておらず、ヒューイ達が狙っていた女の子と恋仲になっている。他にも『ミニーのリボンショー』でも脇役として度々出ていたり、『ドナルド劇場: ミッキーマウス！クリスマス・スペシャル』ではちょい役だが喋っている。

## 登場した食べ物
すべて、ドナルドが食べようとしたが、全部ガスに食べられてしまった。
スープ
お豆のスープであるためか、緑色の液体である。ガスがスプーンを二本使って、すごい勢いで食べた。
トウモロコシ
ガスがタイプライターのような音を立てて食べた。ちなみに、このタイプライター食いはミッキーの摩天楼狂笑曲やミッキーの移動住宅などでも、見られる。
サンドイッチ
ガスが大量に用意されていた食パンとハムをトランプのようにシャッフルして交互に挟んで作った。ガスがそれを丸ごと一気に食べると、サンドイッチの厚みによって首がアコーディオンのように伸び縮みする。
スパゲッティー
ガスが編み棒で靴下を作って食べた。実は麺自体一本である。
フランスパン
ドナルドが食べようとするが、ガスに取られた。スポンジ代わりにもなる。
コーヒー
ドナルドが飲もうとするが、ガスが前述のフランスパンをスポンジにしたため、底に残ったわずか一滴分を残して取られた。
チョコレートケーキ
ドナルドが食べようとしたとき、ガスがナイフで一般的なサイズで一切れ分に切るが、そっちをドナルドに残して残りのホール部分をまるごと失敬した。
バナナ
ガスがバナナを手に取ったドナルドの手を強く握って、皮から中身を破裂させて自分の口に発射させて奪い取った。
ドーナッツ
ガスが傘を使ってドーナツすべての穴に一突きして奪い、ドーナツの刺さった傘を開いて空に舞わせ落ちてきたものをひと飲みで食べた。
豆
ガスがストローを使うと、豆はハーメルンの笛吹き男のネズミのように、ガスの口へ入っていく。ドナルドは最後の一粒をガスと吸い合って取り合いするが、ガスが中空でティ―ポットに豆を入れたことでドナルド側の吸う力がなくなり、ガスの口に注ぎ口から飲まれてしまう。
フルーツ
ガスがドナルドに荷車で腰掛けた椅子ごと追い出されそうになったとき、ついでとばかりに近くにあったフルーツの盛り合わせ皿を拾いつつ、玄関先の飾り窓の骨組みに傘を引っかけて一回転しつつ荷車から退避、そのまま勢いづいたガスの巨体でドナルドを玄関先のポストの設置された路上までぶっ飛ばした。食べたシーン自体は描かれていない。
吠えるソーセージ
ドナルドがガスを追い出すために食べさせようとした奥の手。これを食べると、ホットドッグはお腹の中で犬のように吠え、猫の鳴き声をしてみれば威嚇し、骨を見せれば欲しがって食べたものの体を引っ張ってどこまでも追いかける。ただし、本来のホットドッグとは違い、普通の冷凍食品のソーセージだが、冷やしたまま食べても平気である。
チキン
ラストでガスが冷蔵庫の中で食べていた。

## キャスト
| キャラクター   | 英語版               | 旧吹き替え版 | 新吹き替え版 |
| -------------- | -------------------- | ------------ | ------------ |
| ドナルドダック | クラレンス・ナッシュ | 関時男       | 山寺宏一     |
| ガス・グース   |                      | 吹き替え無し | 吹き替え無し |
| ナレーター     |                      | 土井美加     |              |
| ホットドッグ   | ピント・コルヴィグ   | 原語版流用   | 原語版流用   |

ガスには、クラクションのような鳴き声（効果音）が使われているので、吹き替えはされていない。

## 日本での公開

### 収録
- 『ドナルドダック・クロニクル Vol.1 限定保存版』（DVD、ブエナ・ビスタ・ホーム・エンターテイメント、新吹き替え版） - 『食いしん坊がやってきた』のタイトルで収録。
- 『夢と魔法の宝石箱 がんばれドナルド』（VHS、ブエナ・ビスタ・ホーム・エンターテイメント、新吹き替え版）‐『食いしん坊がやってきた』のタイトルで収録。
- 『アニメフェスティバル③』（VHS、ポニー、バンダイ、旧吹き替え版）-『ドナルドと食いしん坊」のタイトルで収録